# Inlandsis Est-Antarctique
L'inlandsis Est-Antarctique est l'un des deux plus grands inlandsis d'Antarctique et le plus grand de la planète. Il est beaucoup plus important, par sa masse et sa surface, que l'inlandsis Ouest-Antarctique et est séparé de ce dernier par la chaîne Transantarctique. Il abrite également l'endroit le plus épais du continent avec une épaisseur de 4 800 m ainsi que le pôle Sud. S'il venait à fondre, le niveau des océans monterait de plus de 60 mètres.

## Évolution de la quantité de glace
Des données tirées des études réalisées par la mission GRACE indiquent que l'inlandsis Est-Antarctique perd 57 milliards de tonnes de glace par an et que l'ensemble de l'inlandsis de l'Antarctique (y compris l'inlandsis Ouest-Antarctique et les zones côtières de l'inlandsis Est-Antarctique) accuse une perte de 152 kilomètres cubes de glace, soit environ 139 milliard de tonnes par an.

## Évolution de la température
Le refroidissement de l'Antarctique oriental durant les années 1980 et 1990 a, en partie, compensé le réchauffement de l'inlandsis Ouest-Antarctique dont la température s'est élevée de plus de 0,1 °C par décennie pendant les cinquante dernières années. La température moyenne en surface sur l'ensemble du continent tend à augmenter de 0,05 °C par décennie depuis 1957.
Le record de froid sur la surface du globe y est mesuré par des satellites lors de l'hiver polaire à -98 degrés Celsius.

## Revendications territoriales
Plusieurs pays ont effectué une revendication territoriale sur une portion de l'Antarctique. Le Royaume-Uni, la France, la Norvège, l'Australie le Chili et l'Argentine revendiquent tous une portion de l'inlandsis Est-Antarctique. Parfois, les portions revendiquées se chevauchent.